# Megatrupes fisheri
Megatrupes fisheri är en skalbaggsart som beskrevs av Henry Fuller Howden 1967. Megatrupes fisheri ingår i släktet Megatrupes och familjen tordyvlar. Inga underarter finns listade i Catalogue of Life.